# Giuseppe De Sanctis
Giuseppe De Sanctis (n. 21 iunie 1858, Napoli, Regatul celor Două Sicilii – d. 18 iunie 1924, Napoli, Italia) a fost un pictor italian, în principal de portrete și peisaje urbane.

## Biografie
S-a născut la Napoli. Tatăl său, Cesare, a fost un om de afaceri care iubea muzica, arta și teatrul. A fost, de fapt, un prieten apropiat al lui Verdi, care a participat la botezul lui Giuseppe. Drept urmare, spre deosebire de experiența multor altor artiști aspiranți, familia sa i-a încurajat dorința de a deveni pictor. În 1872, a fost înscris la Accademia di Belle Arti, unde a studiat cu Domenico Morelli, Filippo Palizzi⁠(d) și Gioacchino Toma⁠(d).
După absolvire, a plecat în străinătate, pictând la Londra și Paris unde, datorită unei recomandări a lui Morelli, a lucrat pentru Goupil & Cie⁠(d) și a realizat o serie de portrete feminine (multe dintre ele realizate cu același model) care au devenit cele mai cunoscute lucrări ale sale. Și-a continuat studiile, cu Jean-Léon Gérôme, și a fost influențat de contemporanul său, Pascal Dagnan-Bouveret.
A participat în mod regulat la expozițiile din Napoli între 1882 și 1917 și a participat la Saloanele⁠(d) din 1890 și 1899. Tabloul său „La preghiera della sera a Bisanzio” (Rugăciunea de seară la Bizanț), care a câștigat o medalie de argint la Palermo, a fost achiziționat în 1886 de regele Umberto I.
În 1890, a fost implicat în crearea „Circolo artistico di Napoli”. În același an, a fost unul dintre artiștii aleși pentru a decora celebra Caffè Gambrinus. După 1895, a devenit asociat cu Bienala de la Veneția și a lucrat în comitetele de planificare ale acesteia în 1903 și 1905. În 1901, l-a înlocuit pe vechiul său mentor, Morelli, la Accademia di Belle Arti, unde a fost numit ulterior profesor de gravură. În ultimii săi ani, a pictat în mare parte subiecte franceze, deși a realizat și o serie de portrete ale familiei regale. A murit la Napoli în 1924.

## Picturi (selecție)

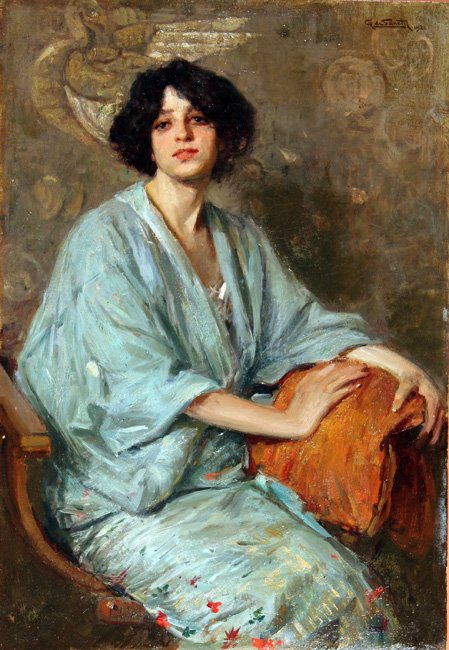
Scenă de interior cu personaj
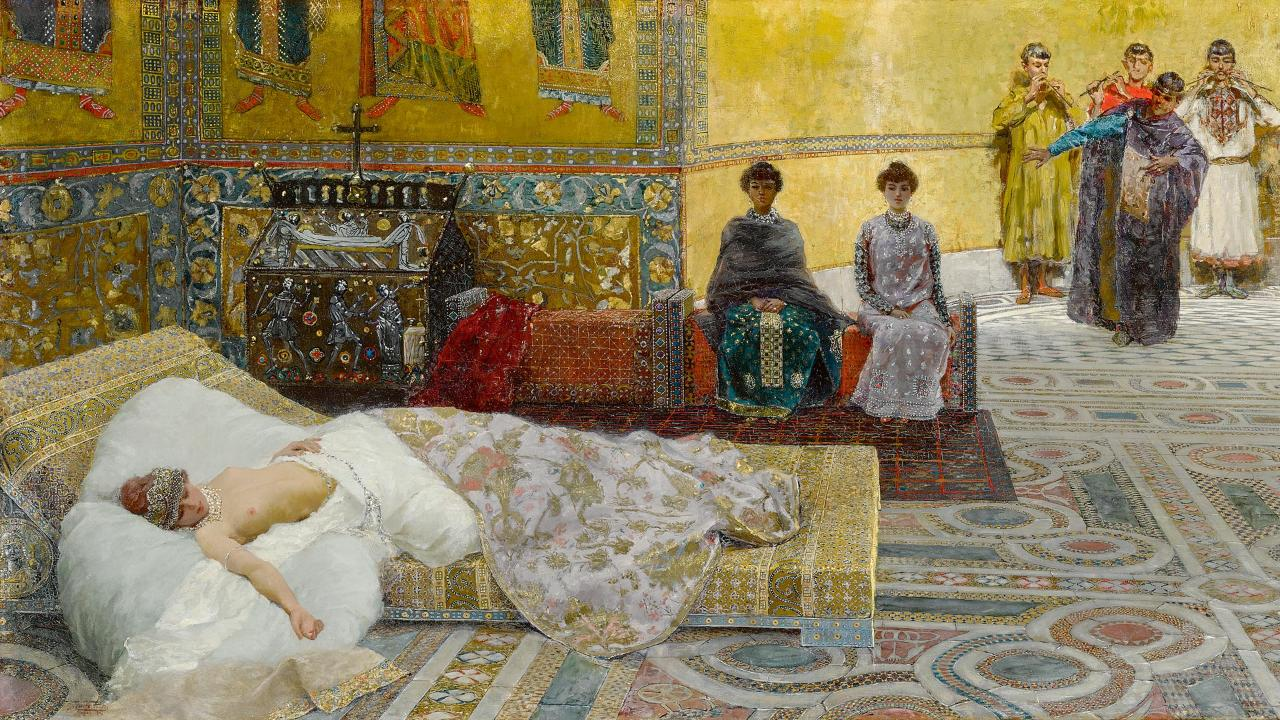
Împărăteasa Teodora
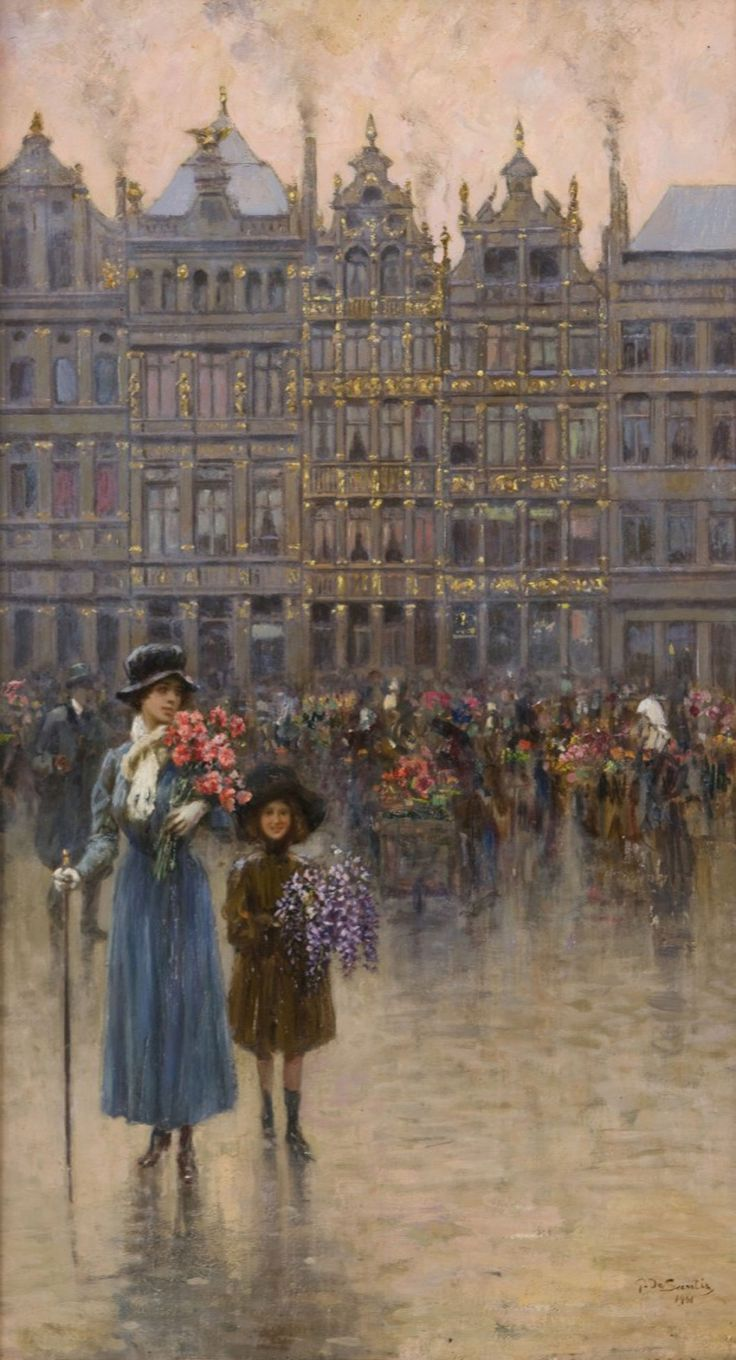
Piață de flori la Bruxelles
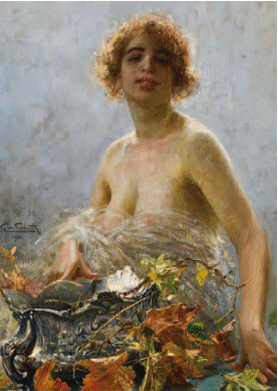
Primăvară și toamnă
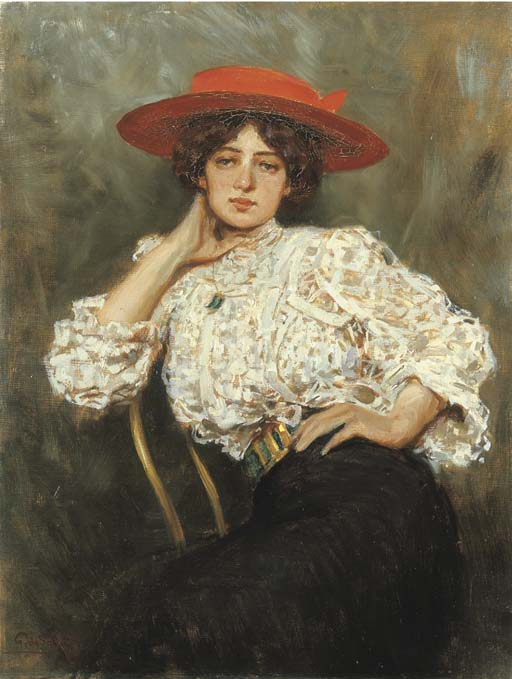
Pălăria roșie